# タッチ16
タッチ16とは、豊橋技術科学大学の教授だった大岩元（現慶應義塾大学教授）が考案した、日本語入力を行うためのキー配列のひとつ。16のキーで仮名が入力出来ることからこう呼ばれる。ローマ字入力とは違い行段式入力のため、ア行も2ストロークとなっている。タッチ16はTUT-Codeのかな入力部分でもある。『情報処理学会論文誌』第24巻第6号「日本文タッチタイプ入力の一方式」によると数時間の修練でタッチタイピングが習得できる特徴を有する。

## 配列
以下に配列を示す。
| や | ま | か | あ | は |    | う | い |   |  |
| わ | さ | た | な | ら | え | お | あ | ▼ |  |

タッチ16は左手が子音を、右手が母音を担当する。例えば、「いろは」と入力するとしよう。この場合、「あい」、「らお」、「はあ」と入力する。
また、濁音は子音と母音の間に▼を入力する。「が」なら「か▼あ」となる。半濁音は「子音→▼→子音→母音」と入力する。「ぱ」なら「は▼はあ」で入力する。ただ、このままでは4ストロークも要すことから、いくつかの改良版が存在する。

## 備考
タッチ16はかつてエプソンのハンドヘルドコンピュータ、HC-88に実装されていた。